# Vojislav
Vojislav je moško osebno ime.

## Izvor imena
Ime Vojislav je različica moškega osebnega imena Vojko.

## Pogostost imena
Po podatkih Statističnega urada Republike Slovenije je bilo na dan 31. decembra 2007 v Sloveniji število moških oseb z imenom Vojislav: 193.

## Osebni praznik
V koledarju je ime Vojislav zapisano pri imenu Vojko.